# ثورة الكومونيروس (باراغواي)

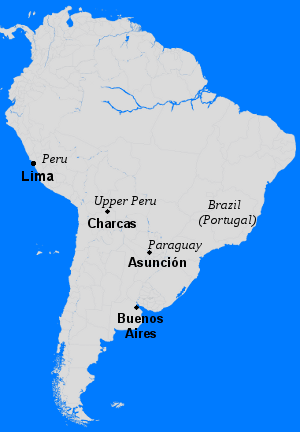
مدن رئيسية في بيرو أثناء الثورة والتي تركزت في أسونسيون.

ثورة كومونيروس (بالإنجليزية: Revolt of the Comuneros) (بالإسبانية: Revolución Comunera) هي سلسلة من الانتفاضات التي قام بها المستوطنون في باراغواي في منطقة النيابة الملكية على بيرو ضد السلطات الإسبانية من 1721-1725 و1730-1735. تمثّل السبب الأساسي للاضطرابات في المشاعر القوية المعادية لليسوعيين بين سكان الباراغواي إلى جانب تحريض مشاعر الكراهية ضد أي حاكم يُنظر إليه على أنه يفضّل اليسوعيين. في استئناف الثورة في عام 1730، بدأت القضايا الاقتصادية بالبروز كعامل في الثورة أيضًا. انقسمت منظمة المتمردين في مرحلتها الثانية إذ شكّل كل من فقراء الريف والنخبة الحضرية فصائلهم الخاصة مع مظالم مماثلة ضد اليسوعيين، لكن باتباع سياسات مختلفة. نُعرف الباراغواي بتقليد ثابت يتمثل في الحكم الذاتي؛ ولم يكن لدى المستعمرين تقليد الطاعة الصارمة لكل ما أصدره حاكم التاج الإسباني. ساعد هذا الاستقلال في دفع التمرد إلى الأمام.
كانت مراحل التمرد الأولى شبه قانونية في البداية. تم إرسال خوسيه دي أنتيكيرا إي كاسترو (1690-1731)، وهو قاض في محكمة شاركاس الحقيقية، إلى العاصمة أسونسيون في عام 1721 للتحقيق في تهم سوء السلوك ضد الحاكم الموالي لليسوعيين دييغو دي لوس رييس بالماسيدا. خلّص أنتيكيرا إلى أن التهم كانت صحيحة بالفعل، وأجبر رييس على النفي وسجنه لاحقًا ثم أعلن نفسه حاكمًا لسلطة أودنسيا في عام 1722. اتهم أنتيكيرا اليسوعيين بارتكاب جرائم مختلفة وطالب باستعباد الهنود تحت رعايتهم وتوزيعهم على مواطني باراغواي وطرد اليسوعيين من مجمعاتهم في أسونسيون. حظيت جميع هذه الإجراءات بدعم مواطني أسونسيون وتم عزل الحكام واستبدالهم من قِبَل دون أدنى شكوى من الحكومة المركزية. ومع ذلك، لم يوافق نائب بيرو دييغو مورسيلو، المقيم في ليما، على إجراء أنتيكيرا وأمر باستعادة رييس كمحافظ للمدينة. وبدعم من المستوطنين، رفض أنتكيرا ذلك، مشيرًا إلى سلطة أودنسيا باعتبارها أعلى من سلطة نائب الملك. استمر الخلاف بين أنتيكيرا ونائب الملك بعد استبدال نائب الملك مورسيلو بماركيز كاستيلفويرتي كنائب لبيرو. هاجمت ميليشيا أنتيكيرا الباراغوايانية وهزمت قوة حليفة من الهنود اليسوعيين والقوات الاستعمارية الإسبانية خلال المواجهة. لكن المعركة شوهت شرعية مطالبة أنتيكيرا بمنصب الحاكم، وأرسل كاستيلفويرتي قوة ثانية ضد حركة يُنظر إليها الآن على أنها خيانة واضحة. استقال أنتيكيرا في عام 1725 وهرب إلى شاركاس، بينما استعاد النظام على ما يبدو في المقاطعة. تم القبض على أنتيكيرا وسجنه لمدة خمس سنوات في ليما وإعدامه.
كانت باراغواي هادئة لمدة 5 سنوات في عهد الحاكم المؤقت مارتين دي باروا، الذي يُنظر إليه على أنه صديق للمستوطنين ومعادي لليسوعيين. عندما تم استبداله بإغناسيو دي سورويتا، رفضت باراغواي حاكمها الجديد. نشر فرناندو دي مومبوكس وزاياس أفكارًا بين الناس مفادها أن قوة الشعب - الكوميو - هي أعلى من سلطة الحاكم وحتى الملك. أجرت الكوميورونس انتخابات جديدة لمجلس مدينة أسونسيون وفازت بعدة مقاعد ثم استأنفت الحكم الذاتي. قُتل الحاكم البديل الذي أرسل في عام 1732، أغوستين دي رويلوبا، على يد الكومونيروس. ومع ذلك، انقسمت حركة كومونيروس عدة مرات. كان وجهاء أسونسيون، الذين كانوا سعداء بتحدي السلطات الاستعمارية عندما كان مجلس المدينة يديرهم، يخشون الآن الانهيار الكامل للنظام إذ بدأ سكان باراغواي من الطبقة الفقيرة في نهب ممتلكات أي شخص بارز لا يُعتقد أنه مؤيد بما فيه الكفاية لحركة الكومونيروس. أدى عدم قدرة أسونسيون على تواصل علاقات التجارة مع بقية الإمبراطورية الإسبانية إلى أزمة اقتصادية أيضًا. عندما تحركت القوات الاستعمارية أخيرًا في أسونسيون، تبعثرت قوات الكومونيروس المنقسمة ثم هرب قسم منها بالإضافة إلى انضمام معظم فصيل أسونسيون إلى القوات الحكومية في محاولة للرأفة.

## الخلفية

### تقليد الحكم الذاتي
كانت باراغواي واحدة من أكثر أجزاء الإمبراطورية الإسبانية سيطرة فضفاضة من قِبَل التاج، مع خط مستقل قوي في قيادتها. نشأ هذا جزئيًا من غرابة التاريخ في عام 1537. بعد وقت قصير من إنشاء المستوطنات الأولى في ريو دي لا بلاتا، توفي الحاكم بيدرو دي ميندوزا. أصدر التاج بعد ذلك مرسومًا ملكيًا (سيدولا ريال)، ينصّ على أنه إذا كان مندوزا قد عيّن خليفة له، فقد تم تأكيد منصبه كحاكم. ومع ذلك، إذا لم يكن مندوزا قد عيّن خليفة - أو مات الخليفة - فيجب «انتخاب بديل بشكل سلمي». كانت الانتخابات امتيازًا فريدًا في المستعمرات الأمريكية الإسبانية؛ يسميها المؤرخ أدالبرتو لوبيز «غريبة» لأن الملك تشارلز الخامس كان مركزيًا صلبًا إذ أمضى معظم فترة حكمه في تقليص الاستقلال الذاتي لممتلكات إسبانيا المختلفة، خاصة وأن باراغواي كان ما يزال يعتقد أنها تمتلك معادن ثمينة في ذلك الوقت. الغريب الآخر هو أن المرسوم لم يقصر استخدام الانتخابات على مرة واحدة بداعي الضرورة. استخدم مواطنو باراغواي المرسوم لانتخاب الحاكم ثم استخدموه لمرات عديدة ليس فقط لانتخاب حكام بديلين، لكن أيضًا لإقالة حكام معينين مكروهين. تم استخدام مرسوم عام 1537 مرة أخرى في عام 1544 لتبرير الانقلاب ضد ألفار نونييث كابيثا دي فاكا، الذي كان قد حكم لمدة عامين فقط. حاول كابيثا دي فاكا السيطرة على إساءة معاملة المستوطنين للهنود الأصليين، ما أكسبه كراهية العديد من المستعمرين. تم القبض عليه وتم الإعلان عن حاكم بديل، وأعيد دي فاكا إلى إسبانيا مقيدًا بالسلاسل مع عدد من الجرائم الكاذبة المحتملة المتهمة به. حاول بعض المؤرخين الباراغوايانيين في وقت لاحق ربط هذا الانقلاب 1544 بثورة جزر القمر في قشتالة من 1520-1521 وتسميتها «الثورة الأولى لجزر القمر في باراغواي». في حين أن كابيثا دي فاكا كان جزءًا من القوى الملكية في ذلك النضال السابق وساعد في هزيمة الكومونيروس القشتالية، من وجهة نظرلوبيز، فإنه لمن غير المرجح أن يكون مواطنو الباراغواي المعاصرين قد صنفوا أنفسهم مع الكومونيروس القشتاليين. نظرًا لأن المتآمرين كانوا يأملون في الحصول على الشرعية لاختيارهم الحاكم في نظر الملك، فإن تعريف أنفسهم بالمتمردين المحتقرين كان سيؤدي إلى نتائج عكسية تمامًا. بدلًا من ذلك، تأتي الإشارات المعاصرة الرئيسية إلى باراغواي الذين يطلقون على أنفسهم اسم كومونيروس من مصادر صديقة لكابيثا دي فاكا التي تسعى إلى تشويه سمعة الانقلاب في عيون الملك.
كان الحكام في مناصبهم أكثر تقييدًا من أي مكان آخر في الإمبراطورية الإسبانية. واجه الحكام غير المحبوبين خطر الإقالة من خلال تطبيق مرسوم عام 1537؛ لكن حتى عندما لم يتم استخدام مثل هذه الإجراءات الصارمة، تم تقليص سلطة الحاكم. كان مجلس مدينة أسونسيون قويًا وغالبًا ما وجد الحكام صعوبة في إنفاذ مراسيمهم أو إطاعتها إذا تصرفوا دون استشارة الكابيلدو (مجلس البلدية) وتأمين موافقته. ساهمت إسبانيا مساهمة ضئيلة نسبيًا في سبيل القوات أو المسؤولين أو الأموال أو التسلح في باراغواي، وبعد أن تقرر أن المنطقة ليست في الواقع غنية بالمعادن الثمينة أو غيرها من الموارد، تباطأت الهجرة إليها. ومع ذلك، كان الجزء الداخلي من أمريكا الجنوبية خطيرًا إذ قام الرقيق المتحالفون مع البرتغال والقبائل الهندية المعادية بتهديد أمن الباراغواي. دافعت باراغواي عن نفسها مع قوات ميليشيا مسلحة. وقد حدّ هذا من نفوذ الحاكم إذ كان أعضاء الكابيلدو هم من حشدوا قوات الميليشيا بأنفسهم.